# فابيانو سانتاكروتشي
فابيانو سانتاتشروتشي (بالإيطالية: Fabiano Santacroce)‏ (مواليد 24 أغسطس 1986 في ساماكاري - البرازيل) لاعب كرة قدم إيطالي الجنسية برازيلي المولد يلعب حاليا لصالح نادي الدرجة الأولى نابولي الإيطالي منذ 2008 في مركز الظهير الأيمن كما يجيد اللعب في مركز قلب الدفاع .

## روابط خارجية
- فابيانو سانتاكروتشي على موقع قاعدة بيانات كرة القدم.إي يو (الإنجليزية)
- فابيانو سانتاكروتشي على موقع Soccerway.com (الإنجليزية)
- فابيانو سانتاكروتشي على موقع عالم كرة القدم.نت (الإنجليزية)
- فابيانو سانتاكروتشي على موقع كووورة
- فابيانو سانتاكروتشي على موقع AS.com (الإسبانية)